# Comuna Novoselivka, Arbuzînka
Novoselivka (în ucraineană Новоселівка) este o comună în raionul Arbuzînka, regiunea Mîkolaiiv, Ucraina, formată din satele Kolos Dobra, Mareanivka, Novoselivka (reședința), Șkuratove și Volea.

## Demografie
Componența lingvistică a comunei Novoselivka
     Ucraineană (92,62%)
     Rusă (3,8%)
     Română (3,13%)
     Alte limbi (0,07%)
Conform recensământului din 2001, majoritatea populației comunei Novoselivka era vorbitoare de ucraineană (92,62%), existând în minoritate și vorbitori de rusă (3,8%) și română (3,13%).